# Banco Nacional de Chile
El Banco Nacional de Chile fue una institución financiera chilena existente entre 1865 y 1893, cuando se fusionó con los bancos de Valparaíso y Agrícola para crear el Banco de Chile.

## Historia
El primer antecedente directo de este banco se encuentra en el Banco de Chile, el cual fue fundado el 30 de agosto de 1859, encabezado por Wenceslao Vial y Joaquín Prieto (hijo del expresidente de la República).
Producto de la nueva Ley de Bancos aprobada en 1860, se hizo necesario adecuar al Banco de Chile a la nueva legislación. Para ello fue creado el Banco Nacional de Chile el 12 de julio de 1865 y se declara legalmente instalado el 19 de agosto del mismo año, siendo autorizado a iniciar operaciones el 1 de septiembre. El Banco de Chile fue disuelto oficialmente el 23 de septiembre de 1865 y todos sus activos fueron traspasados al recientemente creado Banco Nacional de Chile.
El Banco Nacional de Chile inició sus operaciones con un capital de 10 millones de pesos de la época, y presentando sucursales en Santiago, Concepción, La Serena, Talca y Chillán. Hacia 1869 el banco era el que poseía la mayor participación de mercado en Chile, alcanzando el 38,3%, y ese mismo año se ordenó la construcción de un nuevo edificio para albergar la casa matriz en la calle Huérfanos entre Estado y Ahumada.
En 1885 el banco fue autorizado a establecer sucursales en Arica y Tacna, ambas recién incorporadas al territorio chileno producto de la Guerra del Pacífico. Tres años después sus estatutos fueron reformados, permitiéndole establecer una sección hipotecaria.
Hacia 1893 el consejo de administración del Banco Nacional de Chile estaba compuesto por José Besa (presidente), Pedro Marcoleta y David Burns (vicepresidentes), Juan Miguel Dávila Baeza (director gerente en Santiago) y Augusto Villanueva (gerente en Valparaíso).
El 28 de octubre de 1893 el banco se fusionó con los bancos de Valparaíso y Agrícola para constituir el Banco de Chile, el cual inició sus operaciones el 2 de enero de 1894. A la vez, las secciones hipotecarias de los bancos constituyeron en la misma fecha el Banco Hipotecario de Chile.